# Nagercoil
Nagercoil är en stad i den sydindiska delstaten Tamil Nadu och huvudort för distriktet Kanyakumari. Folkmängden uppgick till 224 849 invånare vid folkräkningen 2011. Det allmänt talade språket i området är tamil.